# Ghusl
Ghusl är i islam en rituell tvagning. Hela kroppen ska tvättas efter exempelvis sädesavgång eller menstruation innan en moské kan besökas. Likaså ska man, vid rituell orenhet, utföra ghusl innan en koran får vidröras eller innan man genomför de dagliga bönerna.